# 白王子與黑騎士
《白王子與黑騎士》是一款由Cleopatra使用《戀愛遊戲製作大師2》（以下簡稱《戀2》），在2004年所製作的女性向文字冒險遊戲，之後於2019年發布以《RPG Maker MV》重製新版。圖像立繪與背景、角色對白音效、文本等皆移植自《戀2》版內容，僅有介面等小地方些許不同。
由於是光譜資訊代理《戀2》後，第一款公開發表之完整中文遊戲，此外電玩節目《電玩快打》曾在單元中介紹過本作，因此許多人第一次接觸《戀2》自製遊戲即是本作。

## 劇情背景
夏天、陽光、沙灘，升高中的那個暑假，你與好友一起南下參加浮潛活動。於活動中認識了爽朗的金髮少年，一見難忘，卻沒有留下聯絡訊息就分離了。
開學後，校園中出現了和金髮少年長相極為相似、個性卻迥然不同的男孩？！到底該怎麼辦呢？不同的選擇，通往不同的未來，結局由你決定。

## 人物介紹

### 主要角色
黃亭蓉（此為遊戲預設姓名，可在遊戲開始前改名）
本作的女主角，擅長演奏鋼琴。性格良善纖細、又多愁善感。
凌少武
參加浮潛營隊時認識的打工少年。由於外型膚色黝黑、金髮特徵和運動形象，在校園中被譽為「黑騎士」，是個活潑開朗的陽光少年。
凌少文
高中謬思詩社的學長，儒雅友善、白皙俊美的文藝青年，與異卵雙胞的弟弟──「黑騎士」凌少武，並稱對比的「白王子」。

### 次要角色
沈芳如
女主角從小到大的好朋友，傾心凌少文，和女主角一同加入謬思詩社。
許淳美
女主角的同班同學，家世顯赫而不可一世，相當看不起出身一般家庭的女主角和沈芳如。她的家族與凌少武兄弟倆的家族是世交，獨戀凌少武。

## 遊戲玩法
RMMV版中，主要使用滑鼠操控遊戲，對話框右下角的兩個Icon分別是儲存和讀取進度的功能。長按滑鼠左鍵或Page Down鍵可以快轉文字，遇到選項會停止。本版新增一個結局，共5個結局。
選項一律有3個，各選項都有可能加減或不影響兩位男主角的好感度，在遊戲最後會依好感度多寡分歧進入不同的結局。
在每個結局最後會進入一個能隨意走動的地圖房間，可以向NPC玩抽卡遊戲以閱覽其中一位登場角色的立繪，也能從作者的化身角色得知製作秘辛。

## 外部連結
- 戀2版遊戲載點 （页面存档备份，存于），MEGA
- RMMV版遊戲載點 （页面存档备份，存于），MEGA
- 戀2版遊戲載點，Google Drive
- RMMV版遊戲載點，Google Drive